# Casa Borujerdi
La Casa Borujerdi (persiano: خانهٔ بروجردی‌ها Khāneh-ye Borujerdihā) è una residenza storica di Kashan, Iran.

## L'edificio

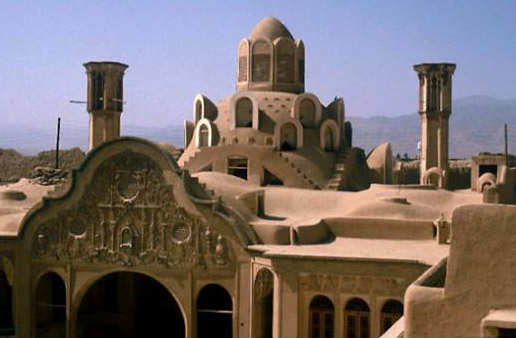
Vista verso sud della cupola principale del talus

La casa fu costruita nel 1857 dall'architetto Ustad Ali Maryam per la moglie di Sayyed Jafar Natanzi, un ricco mercante di tappeti. La moglie proveniva dalla famiglia benestante Tabatabaei (proprietari della casa Tabatabaei); quando si innamorò di lei, Sayyed le fece costruire questa casa per assolvere le condizioni imposte dal padre, il quale voleva che la figlia vivesse in una dimora degna di quella da cui proveniva.
L'edificio si compone di un bel cortile rettangolare e di tre torri del vento, alte 40 metri, che svolgono un'efficace funzione di raffreddamento.
Le decorazioni murali furono eseguite dal pittore reale Sani ol Molk.
La casa dispone di 3 ingressi, e ha tutte le caratteristiche classiche dell'architettura residenziale tradizionale persiana, come la corte biruni (cortile esterno) e il giardino daruni (andarun) (cortile interno). Nel cortile è presente una vasca con fontana alla cui estremità si apre un iwan con sala di ricevimenti decorata con elementi a muqarna, specchi e vetrate.
Per costruire la residenza furono necessari 18 anni, durante i quali lavorarono 150 artigiani.
L'edificio ospita oggi il Kashani Culture & Heritage Office.

## Galleria d'immagini

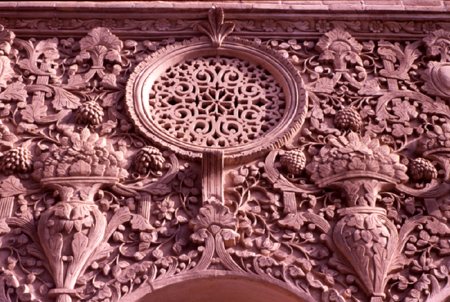
Lavoro in stucco delle pareti della casa raffiguranti flora e frutta
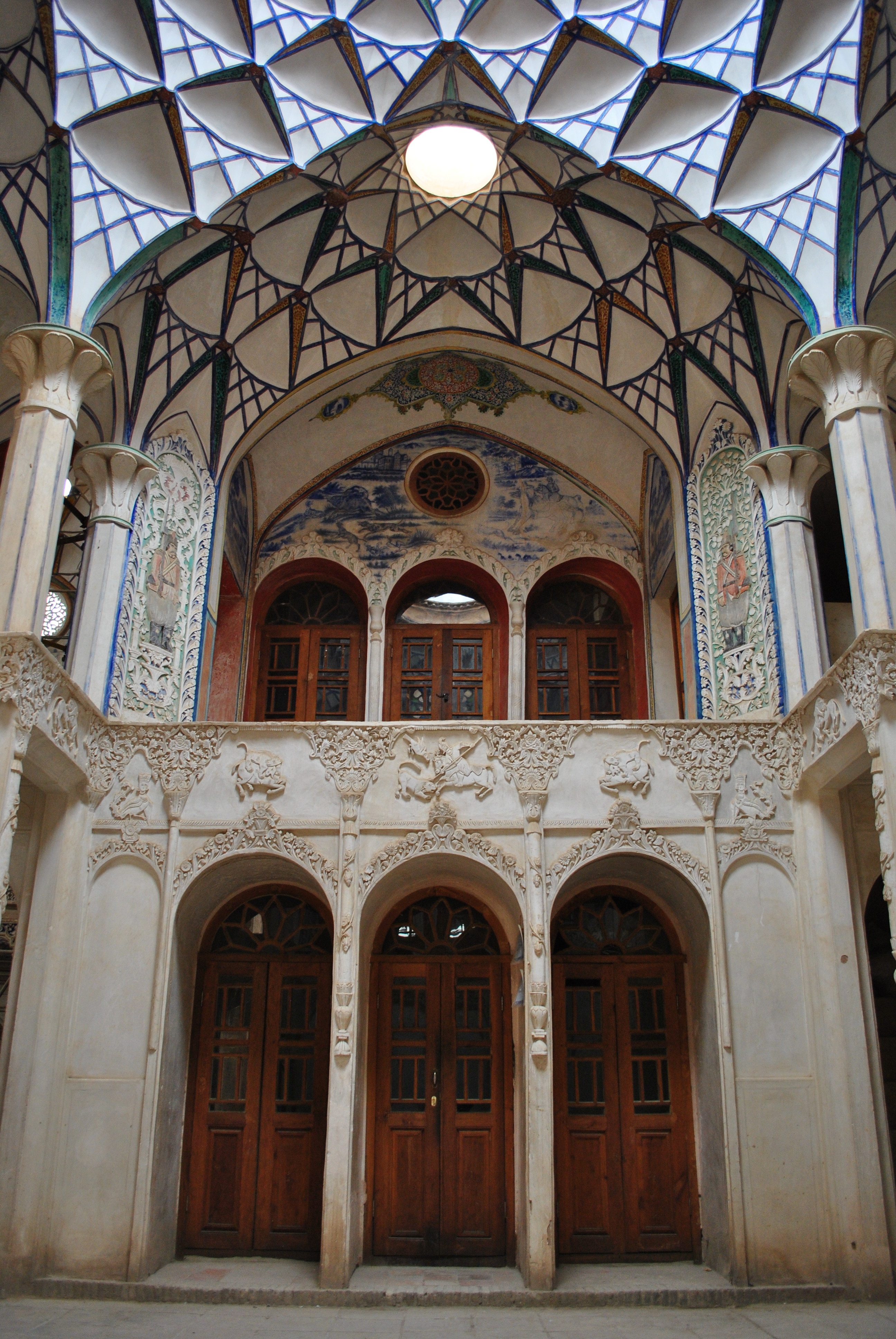
Interni
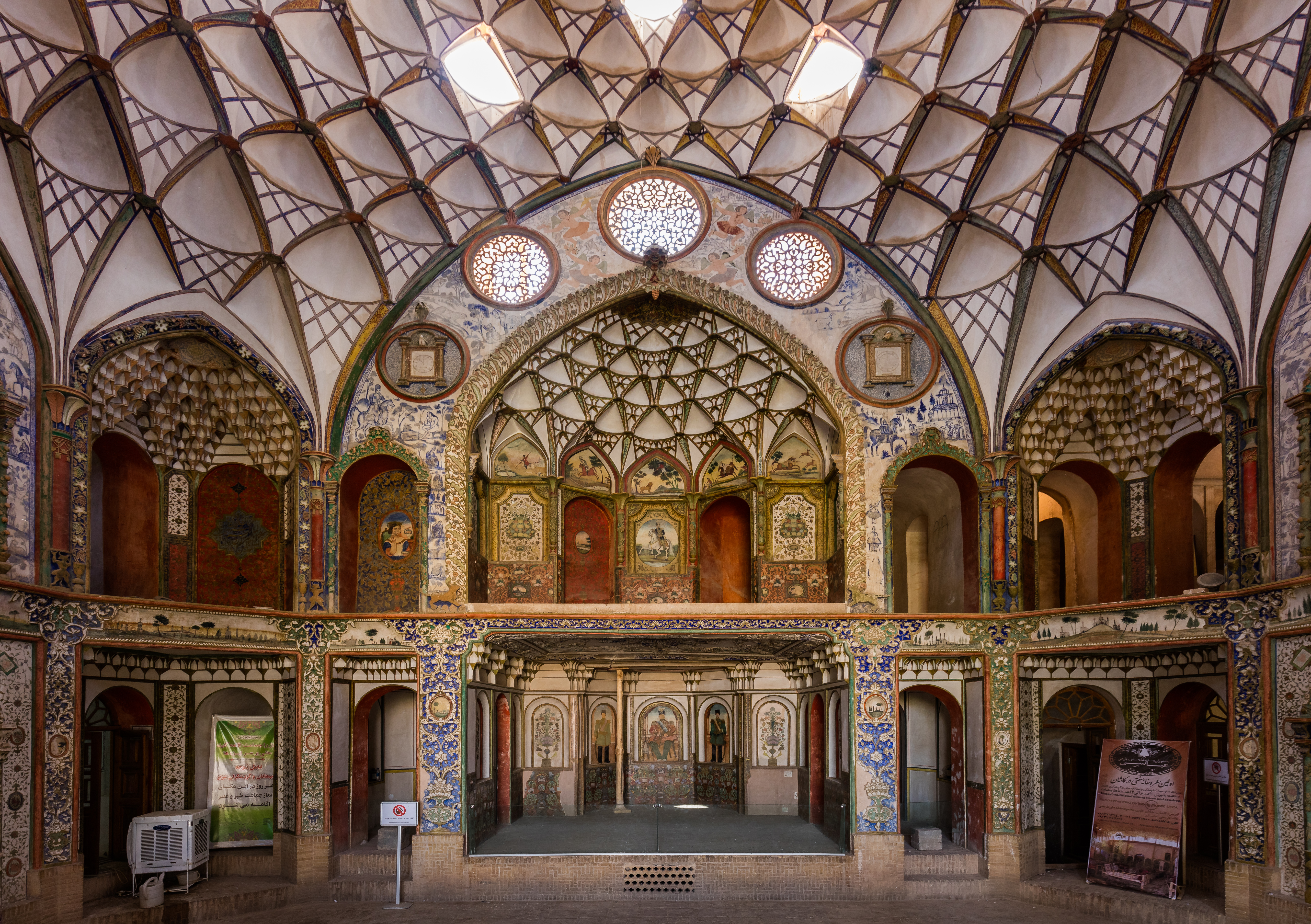
Interni
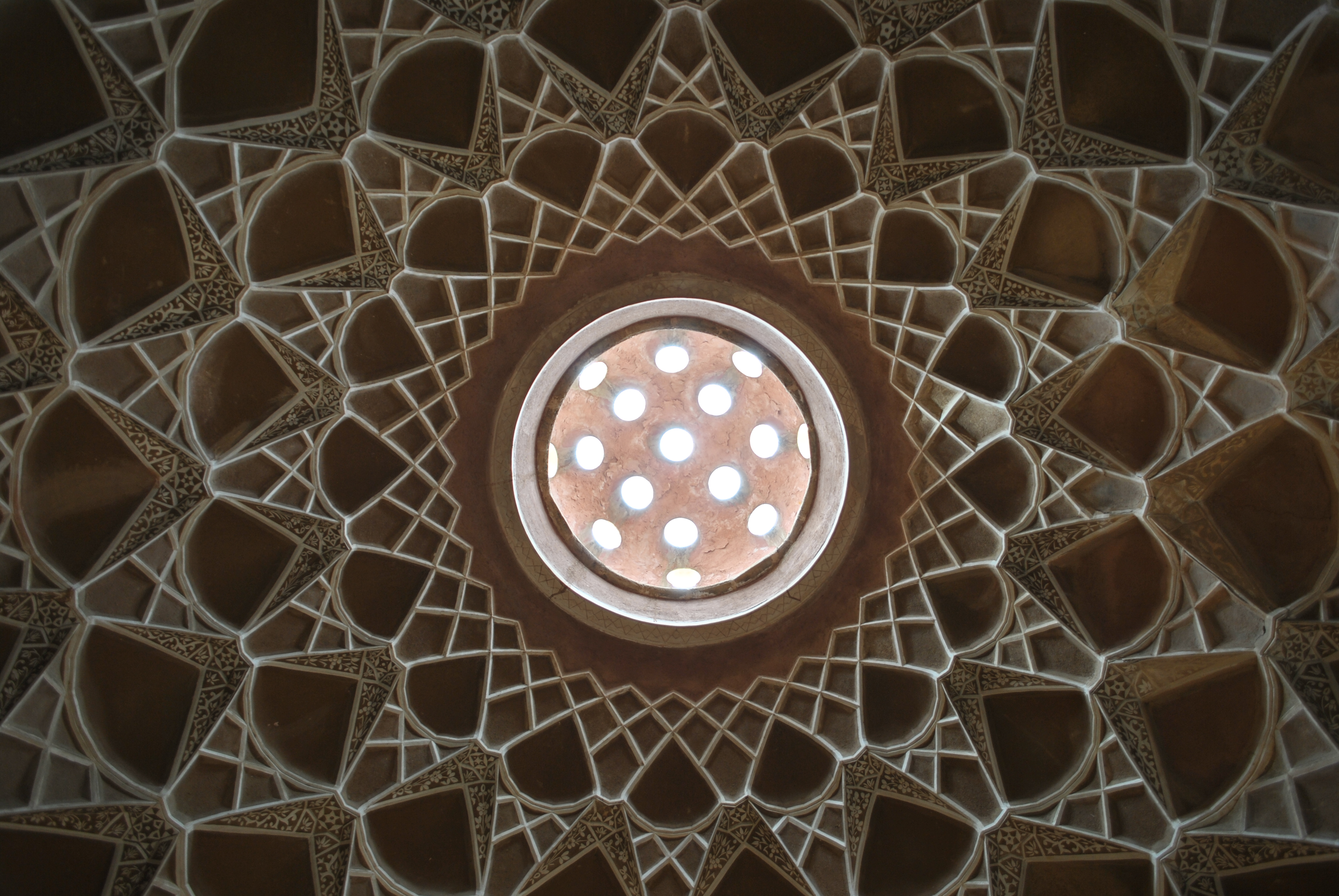
Soffitto della casa
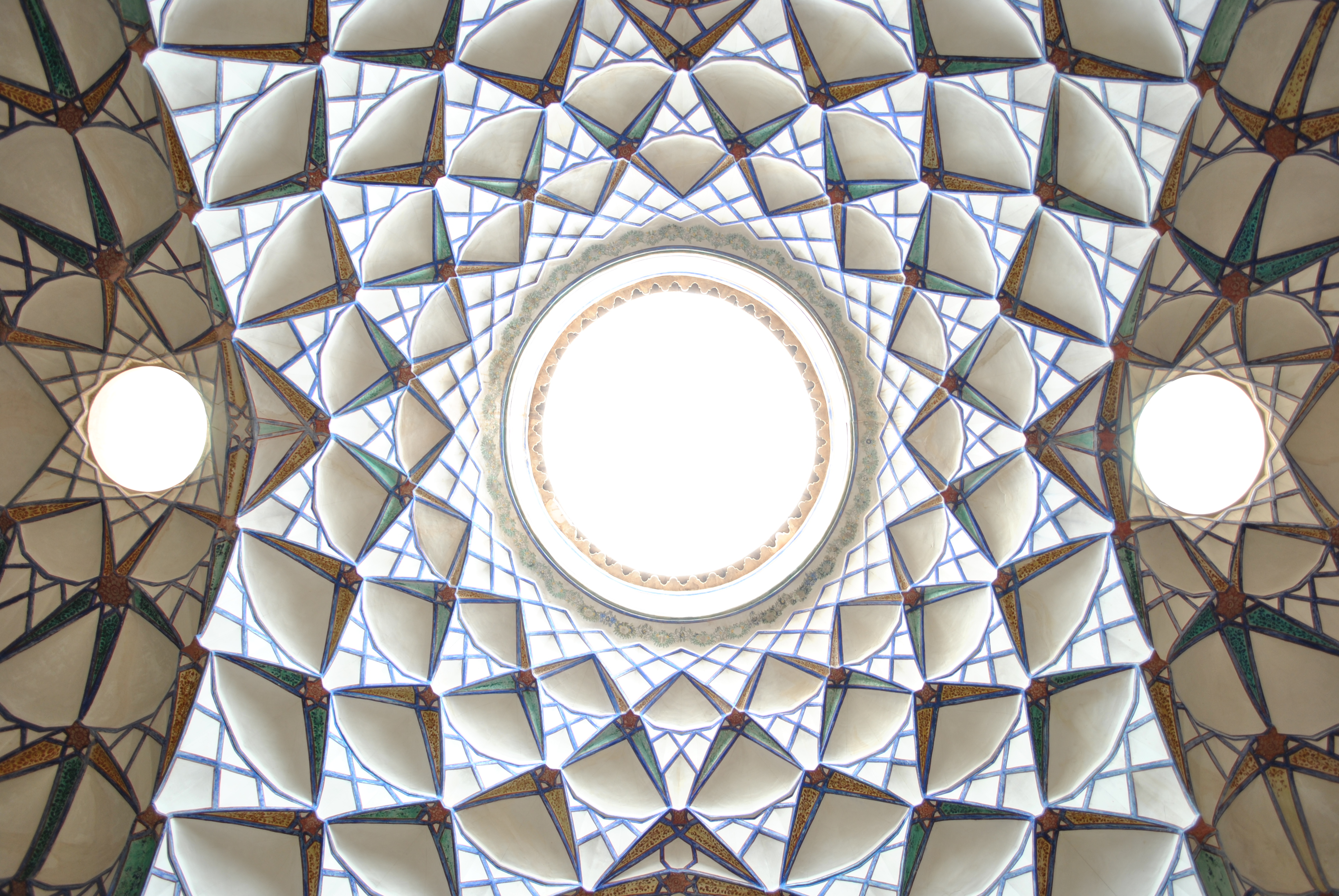
Altro soffitto
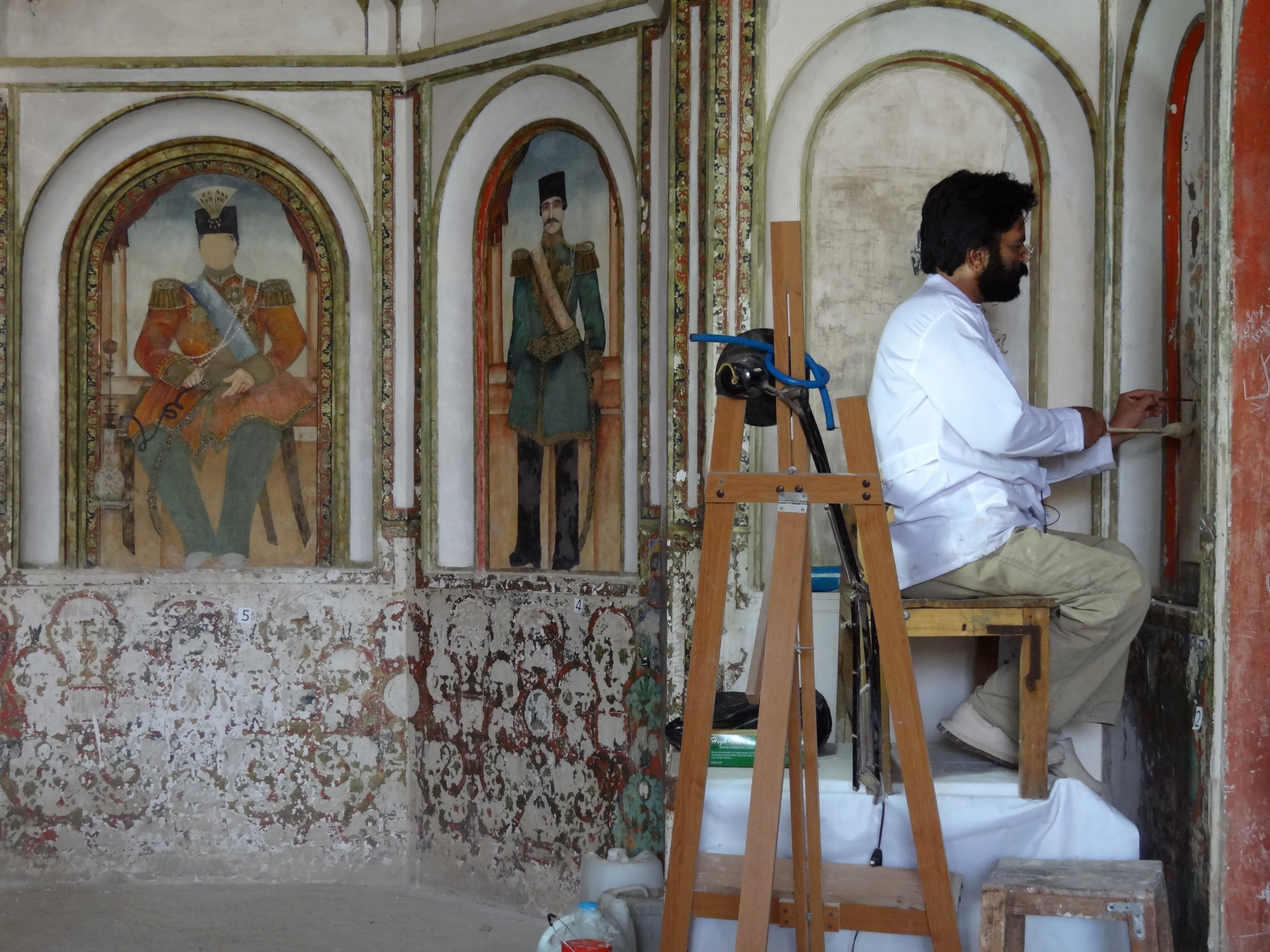
Restauratore al lavoro